# Poromitra frontosa
Poromitra frontosa is een straalvinnige vissensoort uit de familie van de grootschubvissen (Melamphaidae). De wetenschappelijke naam van de soort is voor het eerst geldig gepubliceerd in 1899 door Samuel Garman.